# Stenotelus
Stenotelus is een geslacht van kevers uit de familie van de loopkevers (Carabidae). De wetenschappelijke naam van het geslacht is voor het eerst geldig gepubliceerd in 1903 door Bouchard.

## Soorten
Het geslacht Stenotelus omvat de volgende soorten:
- Stenotelus opacus Bouchard, 1903
- Stenotelus piceus Louwerens, 1952
- Stenotelus spinosus Darlington, 1968